# Општина Бечени (Бузау)
Бечени (рум. Beceni) општина је у Румунији у округу Бузау.
Општина се налази на надморској висини од 261 m.